# Almo
Almo, né le 1er mars 1964 à Paris, est un auteur-compositeur-interprète et producteur de pop-soul français. 

## Biographie

### Débuts
Né dans une famille où la musique est omniprésente, Almo se met au piano à l’âge de cinq ans et comprend très vite qu’il sera musicien. Chez lui, on écoute beaucoup les Beatles, Stevie Wonder, Elton John, Marvin Gaye ou James Taylor, des artistes qui seront au cœur de son inspiration. À 14 ans, Almo suit souvent son frère musicien Michel Laurent qui enregistre au Studio Ferber. René Ameline, son fondateur, ouvre les portes de son studio pour qu’Almo y enregistre ses maquettes et décide de le produire. À l'âge de 16 ans, Almo sort son premier disque sur le label AZ.
Puis il décide de partir à Boston aux États-Unis, au Berklee College of Music qui lui offre une bourse pour mener ses études. Il y découvre le jazz, la scène, et de nombreux musiciens venant du monde entier. De retour en France quelques années plus tard, Almo cherche une signature dans les labels et enchaîne les expériences : compositeur de musique de publicité et de film (bande originale du long métrage Le Souffleur), bruiteur, et directeur musical. Il continue à écrire des chansons et à les enregistrer.

### Création d'Unlocked Music
En 2004, il fonde son propre label, Unlocked Music,, sur lequel il sort son premier album Unlocked qu'il co-produit avec le batteur Bruce Cherbit du Studio Audiolane. Cet album est enregistré dans les conditions live avec les musiciens Guy Nsangue à la basse, Patrick Goraguer au clavier et Éric Löhrer à la guitare. Almo confie les textes des chansons à Andrew Crocker, auteur américain et trompettiste de jazz. 
Son deuxième album, Eleven Love Inventions (Unlocked Music/O+/Harmonia Mundi), sort en 2007.
En juin 2014, Almo sort un EP contenant 4 titres se nommant Conscious Soul (Unlocked Music/Believe),.
En 2024, Almo sort un nouvel E.P. de 4 piano-voix, Almo Solo ((Unlocked Music/Believe).
Sa chanson Old Lies sortira en septembre 2025.

## Accueil
Selon beaucoup Almo est considéré comme un artiste « non signé qui crée la surprise »,,,,,. Il est bien accueilli par les médias qui l’invitent à chanter en live à la radio (Radio Nova, France Inter, France Culture, Fun Radio, Génération 88.2) et à la télévision (Canal +, France 5, France Ô, Direct 8, LCI). Il est notamment invité par Manu Katché à chanter en live dans son émission One Shot Not sur Arte.
Sur iTunes, l’album Unlocked se classe no 3 des ventes Soul. Almo défend son projet sur des scènes parisiennes, ainsi qu’en première partie d’artistes comme Raphaël Saadiq, Dwele et José Feliciano. 

## Discographie

### Album studio
- 2004 : Unlocked
- 2007 : Eleven Love Inventions

### EP
- 2014 : Conscious Soul
- 2024 : Almo Solo

### Singles
- 2007 : Love Is
- 2007 : Vertical Way and Save My World

## Musique de film
- 2005 : bande originale du long métrage Le Souffleur, réalisé par Guillaume Pixie (Europa Corp.)

## Doublage
Il partage sa vie entre la musique et l’écriture d’adaptation pour le cinéma et la télévision en tant qu’auteur de versions françaises pour le doublage.
Il travaille pour Warner, Paramount, Disney, Pathé, Amazon, HBO, Netflix et Apple. Il a notamment écrit les dialogues français de séries d'animation comme Les Merveilleuses Mésaventures de Flapjack, The Looney Tunes Show, Teen Titan Go, de séries comme Fargo, Looking, The Leftovers, Show Me a Hero, Counterpart, Messiah, Avenue 5 et des films Wet Hot American Summer, Palo Alto, Pride, Anomalisa, Booksmart, The Disaster Artist, The Banker, Marriage Story. 
Pour le doublage, il a aussi assuré la direction musicale du film Scrooge, un (mé)chant de Noël, du film Netflix Léo, de la série Netflix The Cuphead Show, des séries Disney Mickey Mouse Funhouse et Kiff, des séries Warner The Looney Tunes Show, Teen Titans, Go ! , de la série Apple Central Park et de la série Amazon Pete the Cat.